# 배우
배우(Actor, 俳優)는 연극, 텔레비전, 영화 등 극적인 공연에서 연기하는 직업을 통틀어 이르는 말이다.
이 용어는 주로 영화나 텔레비전, 연극 또는 라디오 등의 프로그램 안에서 연기하는 사람을 일컬으며, 때때로 길거리에서 공연하는 이들도 포함된다. 이 중에 라디오에서 연기를 하는 사람은 성우라고 한다. 배우는 주로 가상의 인물을 연기한다. 실화(또는 실제 인물을 묘사하는 가상의 이야기)의 경우, 배우는 실존 인물(또는 같은 가상판 인물)을 연기한다. 어떤 경우는 배우 자신이 출연하기도 한다. 이를테면, 영화 존 말코비치 되기(Being John Malkovich)에서 존 말코비치(John Malkovich)의 연기를 들 수 있다.
외모에 따라서 배역의 다른데 주로 연기력이 좋은 배우들이 '저명한 정치인', '저명한 대기업 회장'같은 인물들을 연기하는 경우가 많은 편이다. 메소드 연기(영어: Method acting)에 편승한 자신의 연기력으로 높은 사람들을 재연함으로 자신의 연기력을 과시한다. 이러한 경우 배우 중 아무나 연기할 수 없고, 배우 중 인기가 많거나, 배우 중 연기를 잘 하거나 둘 중 하나인 경우다.
연극의 장르(프랑스어: Genre)에 등장하는 배역을 맡은 배우가 가공의 인물을 구현하는 연기력이 요구된다. 뛰어난 연기력을 보여줄 때는 메소드 연기(영어: Method acting)라는 수식어가 붙는다.

## 하위 분류

### 연극 배우
연극 배우는 연극에 출연하여 연기하는 배우이다.

### 영화 배우
영화 배우는 영화에 출연하여 연기하는 배우이다. 

### 텔레비전 배우
텔레비전 배우는 드라마에 출연하여 연기하는 배우를 뜻한다.

### 뮤지컬 배우
뮤지컬 배우는 뮤지컬에서 노래를 하며 연기하는 배우를 뜻한다. 

### 단역 배우(엑스트라)
배우로서의 단역 텔레비전 드라마, 영화 등에서 장면 내지는 몇 컷 정도 출연하는 배우를 뜻한다.

## 관련 서적
- 드니 디드로 저. 주미사 역. 《배우에 관한 역설》. 문학과지성사. 2001년. ISBN 9788932012841
- 박성봉. 《연기 미학》. 일빛. 2011년. ISBN 9788956451534
- 박성봉. 《대중연기의 미학》. 동연. 2012년. ISBN 9788964471876
- 박성봉. 《세계 연기 예술의 역사》. 동연. 2014년. ISBN 9788964472415
- 허용호. 《연기술과 배우훈련 : 연기자 만들기의 실체》. 집문당. 2015년. ISBN 9788930311243

## 같이 보기
- 단역
- 보조 출연자
- 어린이 배우
- 카메오 출연
- 콤메디아 델라르테
- 소극
- 가부키
- 주연 (연기)
- 조연
- 무언극
- 무비 스타
- 뮤직홀
- 팬터마임
- 포르노 배우
- 보드빌